# Cerro Cabeza del Caballo
Der Cerro Cabeza del Caballo (deutsch Pferdekopfhügel) ist ein 1188 m hoher Berg im Nationalpark Sierras de Tejeda Almijara y Alhama in der
Provinz Málaga in Spanien.
Er befindet sich nordöstlich von Nerja, 1.350 m südöstlich des rund 300 m höheren Pico-del-Cielo-Gipfels.